# 奧里韋拉山脈

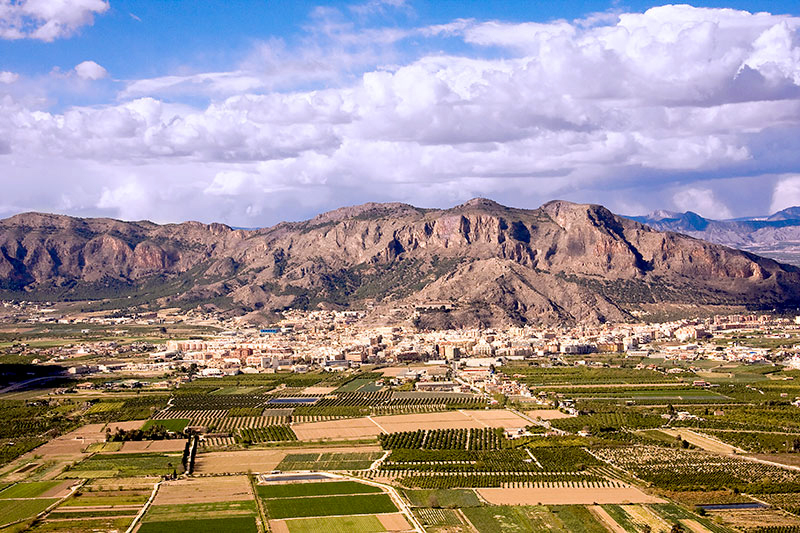

38°6′28″N 0°58′8″W / 38.10778°N 0.96889°W
奧里韋拉山脈（西班牙語：Sierra de Orihuela），是西班牙的山脈，位於阿利坎特省，屬於普雷貝蒂科山脈的一部分，長9.4公里，最高點海拔高度634米，該山脈由石灰岩組成。